# Calamagrostis macilenta
Calamagrostis macilenta är en gräsart som först beskrevs av August Heinrich Rudolf Grisebach, och fick sitt nu gällande namn av Dmitrij Litvinov. Calamagrostis macilenta ingår i släktet rör, och familjen gräs. Inga underarter finns listade i Catalogue of Life.